# Mallochia agenioides
Mallochia agenioides är en stekelart som beskrevs av Henry Lorenz Viereck 1912. Mallochia agenioides ingår i släktet Mallochia och familjen brokparasitsteklar. Inga underarter finns listade i Catalogue of Life.